# Джовидон
Джовидон (тадж. Ҷовидон; до 2012 г. — Жовид) — сельский населённый пункт (тадж. деҳа) в Ванджском районе Горно-Бадахшанской автономной области Республики Таджикистан. 
Административно относится к сельской общине (джамоату) Джовидон.
Расположен в высокогорном районе. Расстояние от села до районного центра (село Ванч) — 18 км, до общинного центра (село Бунай) — 8 км.  
Население — 681 человек (2017 г.), таджики. 